# Spirit (Leona Lewis-album)
A Spirit Leona Lewis debütáló lemeze, amely 2007 novemberében jelent meg, a Syco Music kiadásában Angliában és Írországban. 2008 elején további országokban is megjelentették.
A nagylemez a megjelenés hetében egyből az első helyen nyitott az Egyesült Királyságban, Amerikában, Írországban, Kanadában, Ausztriában és Németországban is. Világszerte a hatodik legtöbbet eladott lemez lett. Hazájában pedig majd' 3.000.000 eladott példányt tudhat magának Leona Lewis. Világszerte ez a szám 7.000.000 körüli.

## Dalok
| #  | Cím                                 | Dalszerző(k)                                                               | Producer(ek)                             | Idő  |
| -- | ----------------------------------- | -------------------------------------------------------------------------- | ---------------------------------------- | ---- |
| 1  | Bleeding Love                       | Ryan Tedder, Jesse McCartney                                               | Ryan Tedder                              | 4:23 |
| 2  | Whatever It Takes                   | Tony Reyes, Leona Lewis, Alonzo "Novel" Stevenson                          | Dallas Austin, Novel                     | 3:27 |
| 3  | Homeless                            | Jörgen Elofsson                                                            | Steve Mac                                | 3:50 |
| 4  | Better In Time                      | Jonathan Rotem, Andrea Martin                                              | J. R. Rotem                              | 3:54 |
| 5  | Yesterday                           | Sam Watters, Louis Biancaniello, Nina Woodford, Jordan Omley, Michael Mani | The Jam, The Runaways                    | 3:54 |
| 6  | Take A Bow                          | Watters, Biancaniello, Wayne Wilkins, Tedder                               | The Runaways, Wayne Wilkins, Ryan Tedder | 3:54 |
| 7  | I Will Be                           | Max Martin, Avril Lavigne, Lukasz Gottwald                                 | Dr. Luke                                 | 3:59 |
| 8  | Angel                               | Mikkel S. Eriksen, Tor Erik Hermansen, Johnta Austin                       | StarGate                                 | 4:14 |
| 9  | Here I Am                           | Walter Afanasieff, Brett James, Lewis                                      | Walter Afanasieff                        | 4:52 |
| 10 | I'm You                             | Shaffer Smith, Eric Hudson                                                 | Eric Hudson                              | 3:48 |
| 11 | The Best You Never Had              | Billy Steinberg, Josh Alexander                                            | Billy Steinberg, Josh Alexander          | 3:43 |
| 12 | The First Time Ever I Saw Your Face | Ewan MacColl                                                               | Wayne Wilkins, The Runaways              | 4:26 |
| 13 | Footprints In The Sand              | Richard Page, Per Magnusson, David Kreuger, Simon Cowell                   | Steve Mac                                | 4:09 |

## Listás helyezések
| Lista (2007/2008)         | Csúcshelyezés |
| ------------------------- | ------------- |
| Australian Albums Chart   | 1             |
| Austrian Albums Chart     | 1             |
| Belgian Albums Chart (VL) | 5             |
| Belgian Albums Chart (WA) | 21            |
| Canadian Albums Chart     | 1             |
| Danish Albums Chart       | 3             |
| Dutch Album Chart         | 4             |
| European Albums Chart     | 1             |
| Finnish Albums Chart      | 14            |
| French Albums Chart       | 21            |
| German Albums Chart       | 1             |
| Greek Albums Chart        | 3             |
| Hungarian Albums Chart    | 22            |
| Irish Albums Chart        | 1             |
| Italian Albums Chart      | 5             |
| Japanese Albums Chart     | 5             |
| Mexican Albums Chart      | 69            |
| New Zealand Album Chart   | 1             |
| Norwegian Albums Chart    | 10            |
| Polish Albums Chart       | 4             |
| Portuguese Albums Chart   | 12            |
| Spanish Albums Chart      | 26            |
| Swedish Albums Chart      | 2             |
| Swiss Albums Chart        | 1             |
| UK Albums Chart           | 1             |
| US Billboard 200          | 1             |

| Lista (2007)                     | Helyezés |
| -------------------------------- | -------- |
| Irish Albums Chart               | 1        |
| UK Albums Chart                  | 2        |
| Chart (2008)                     | Position |
| Australian Albums Chart          | 14       |
| Austrian Albums Chart            | 16       |
| Canadian Albums Chart            | 13       |
| Dutch Album Chart                | 29       |
| German Albums Chart              | 12       |
| Greek International Albums Chart | 19       |
| Irish Albums Chart               | 4        |
| New Zealand Albums Chart         | 21       |
| Swiss Albums Chart               | 40       |
| UK Albums Chart                  | 4        |
| U.S. Billboard 200               | 19       |

| Lista (2000–2009) | Helyezés |
| ----------------- | -------- |
| UK Albums Chart   | 4        |